# مخفيات الذيل
مخفيات الذيل (الاسم العلمي: Crypturi) هي أباشة (بالإنجليزية: Subcohort)‏ من الطيور تلي جماعة قديمات الفك التي تتبع صف الطيور الحديثة من طائفة الطيور.

## طبقات
- تناميات الشكل